# Liste der Sportverbände in Namibia
Dies ist eine Liste der Sportverbände in Namibia.
Die Anerkennung der Verbände findet durch die Namibische Sport-Kommission statt. Neben der namibischen Sportkommission als obersten Dachverband, gibt es weitere Dachverbände:
- Namibia Schools Sport Union (NSSU)[1]
- Namibia Women in Sport Association (NAWISA)
- Tertiary Institute Sport Association of Namibia (TISAN)
- Namibia Uniformed Forces/Services Sports Association (NUFSA)
- Disability Sport of Namibia (DSN)

## Sportverbände
Es gibt (Stand 2020) 49 anerkannte Dachverbände. Die Verbände sind gemäß der offiziellen Nummerierung der Sportkommission sortiert. Hinzu kam im November 2021 die Anerkennung eines Handball-Dachverbandes sowie 2022 des Billard-Dachverbandes.
| Verband (Nationalmannschaft)                                                                                        | Sportart                 | Sitz       | Vereine/Mitglieder                    | Logo |
| --- | ------------------------ | ---------- | ------------------------------------- | ---- |
| Netball Namibia (ehemals All Namibia Netball Association) (namibische Netballnationalmannschaft)                    | Netball                  | Windhoek   |                                       |      |
| Archery Association of Namibia                                                                                      | Bogensport               | Windhoek   | 5 Vereine                             |      |
| Athletics Namibia                                                                                                   | Leichtathletik           | Windhoek   |                                       |      |
| Badminton Federation of Namibia                                                                                     | Badminton                | Windhoek   |                                       |      |
| Namibian Basketball Federation (namibische Basketballnationalmannschaft)                                            | Basketball               | Windhoek   | 7 Vereine                             |      |
| Namibia Bowling Association                                                                                         | Bowls                    | Windhoek   | 9 Vereine >200 Mitglieder             |      |
| Namibia Boxing Federation                                                                                           | Boxsport                 | Windhoek   | 37 Mitglieder                         |      |
| Namibia Canoeing and Rowing Federation (ehemals Namibia Canoe Federation)                                           | Kanu- und Rudersport     | Windhoek   |                                       |      |
| Namibia Chess Federation                                                                                            | Schach                   | Windhoek   |                                       |      |
| Cricket Namibia (ehemals Namibia Cricket Board) (namibische Cricket-Nationalmannschaft)                             | Cricket                  | Windhoek   | 12 Vereine                            |      |
| Namibian Cycling Federation                                                                                         | Radsport                 | Windhoek   | 5 Vereine                             |      |
| Namibia Darts Association                                                                                           | Dartsport                | Windhoek   |                                       |      |
| Icestocksport Association of Namibia                                                                                | Eisstocksport            | Windhoek   | 2 Vereine                             |      |
| Namibia Electronic Sports Association                                                                               | E-Sport                  | Windhoek   |                                       |      |
| Namibia Endurance Ride Association                                                                                  | Distanzreitsport         | Windhoek   | 6 Vereine                             |      |
| Namibia Equestrian Federation                                                                                       | Pferdesport              | Windhoek   | 170 Mitglieder                        |      |
| Namibia Fencing Federation                                                                                          | Fechtsport               | Windhoek   |                                       |      |
| Namibia Football Association (namibische Fußballnationalmannschaft namibische Fußballnationalmannschaft der Frauen) | Fußball                  | Windhoek   | >50 Vereine                           |      |
| Namibia Federation for Freshwater Anglers                                                                           | Angelsport (Süßwasser)   | Windhoek   | 6 Verbände                            |      |
| Namibia Golf Federation (ehemals Namibia Amateur Golf Union bzw. Namibia Professional Golfers Association)          | Golf                     | Windhoek   |                                       |      |
| Namibia Gymnastics Federation1                                                                                      | Gymnastik                | Windhoek   | 10 Vereine                            |      |
| Namibia Hockey Union (namibische Hockeynationalmannschaft der Herren)                                               | Feldhockey, Hallenhockey | Windhoek   | >10 Vereine                           |      |
| Namibia Horse Racing Association                                                                                    | Pferderennen             | Windhoek   |                                       |      |
| Namibia Ice and InLine Hockey Association (namibische Inlinehockeynationalmannschaft)                               | Inlinehockey, Eishockey  | Windhoek   | 4 Vereine etwa 400 Mitglieder         |      |
| Namibian Judo Federation                                                                                            | Judo                     | Windhoek   | 2 Vereine                             |      |
| Namibia Jukskei Board                                                                                               | Jukskei                  | Windhoek   | mindestens 14 Vereine >150 Mitglieder |      |
| Namibia Karate Federation                                                                                           | Karate                   | Windhoek   |                                       |      |
| Namibian Kickboxing Federation                                                                                      | Kickboxen                | Walvis Bay |                                       |      |
| Namibia Motorsport Federation                                                                                       | Motorsport               | Windhoek   | 10 Vereine                            |      |
| Namibia Premier League                                                                                              | Fußball                  | Windhoek   |                                       |      |
| Namibia Rugby Union (namibische Rugby-Union-Nationalmannschaft)                                                     | Rugby                    | Windhoek   | 9 Vereine                             |      |
| Ring Ball Namibia                                                                                                   | Ringball                 | Windhoek   |                                       |      |
| Namibia Federation for Sea Water Anglers (ehemals Namibia Federation of Sea Anglers)                                | Angelsport (Meer)        | Windhoek   |                                       |      |
| Namibia Sport Shooting Federation (ehemals Namibia Shooting Union)                                                  | Schießsport              | Windhoek   |                                       |      |
| Namibia Swimming Federation                                                                                         | Schwimmsport             | Windhoek   |                                       |      |
| Namibian Squash Association                                                                                         | Squash                   | Windhoek   |                                       |      |
| Namibia Tennis Association                                                                                          | Tennis                   | Windhoek   |                                       |      |
| Namibia Triathlon Federation                                                                                        | Triathlon                | Windhoek   |                                       |      |
| Namibia(n) Volleyball Federation                                                                                    | Volleyball               | Windhoek   | 10 Vereine                            |      |
| Namibia Waterski Association                                                                                        | Wasserski                | Windhoek   |                                       |      |
| Namibia Wrestling Federation                                                                                        | Wrestling                | Windhoek   |                                       |      |
| Namibia(n) Practical Shooting Association                                                                           | Praktisches Schießen     | Windhoek   |                                       |      |
| Namibia Speed Hiking Association                                                                                    |                          | Windhoek   |                                       |      |
| Namibia Sailing Association                                                                                         | Segelsport               | Windhoek   |                                       |      |
| Namibia Kendo Federation                                                                                            | Kendo                    | Windhoek   |                                       |      |
| Dance Sport Namibia (ehemals Namibia Amateur Dance Sport Association)                                               | Tanzen                   | Windhoek   | 3 Vereine                             |      |
| The Namibia Powerlifting and Weightlifting Federation                                                               | Gewichtheben             | Windhoek   |                                       |      |
| Equestrian Saddle Seat Association of Namibia (ehemals Namibia Saddle Horse Association)                            | Saddlehorse              | Windhoek   |                                       |      |
| Namibia Table Tennis Association                                                                                    | Tischtennis              | Windhoek   |                                       |      |
| Fistball Association of Namibia (namibische Faustballnationalmannschaft)                                            | Faustball                | Windhoek   | 4 Vereine                             |      |
| Namibia Handball Federation                                                                                         | Handball                 | Windhoek   |                                       |      |
| Namibia Pool and Billiard Federation                                                                                | Billard/Poolbillard      | Windhoek   |                                       |      |

1 Nicht von der Fédération Internationale de Gymnastique anerkannt, die hingegen den in Namibia nicht anerkannten Verband Namibian Gymnastics als einzige Vertretung des Sports akzeptiert.
2023 gründete sich die Namibia Taekwondo Federation (NTF), die von World Taekwondo anerkannt ist.

### Inaktive Verbände
- Namibia Paintball Federation
- Multisport Africa Namibia
- Namibia Modern Pentathlon Federation
- Youth Sport Development

### Ehemalig anerkannte Verbände
| Verband (Nationalmannschaft)               | Sportart                         | Sitz       | Vereine/Mitglieder | Logo |
| ------------------------------------------ | -------------------------------- | ---------- | ------------------ | ---- |
| MMA of Namibia                             | Mixed Martial Arts               | Windhoek   |                    |      |
| Dila Ekende Namibia                        | Dila Ekende                      | Windhoek   |                    |      |
| Namibia Equestrian Tentpegging Association | Tent pegging                     | Windhoek   |                    |      |
| Namibia Hunting Rifle Shooting Association | Jagdwaffenschießen               | Windhoek   |                    |      |
| Namibia Artlure Angling Association        | Angelsport                       | Windhoek   |                    |      |
| Modern Pentathlon Association in Namibia   | Moderner Fünfkampf               | Windhoek   |                    |      |
| Namibia Rock & Surf Angling Association    | Angelsport (Felsen und Brandung) | Walvis Bay | 4 Vereine          |      |
| Namibia Bass Angling Association           | Angelsport (Barsch)              | Windhoek   |                    |      |
| Namibia Softball Federation                | Softball                         | Windhoek   |                    |      |
| Namibia Underwater Federation              | Tauchsport                       | Windhoek   |                    |      |